# Reduktazy
Reduktazy – grupa enzymów katalizujących reakcje redukcji.
Przykłady reduktaz:
- reduktaza aldozowa
- reduktaza biliwerdynowa
- reduktaza cytochromowa (reduktaza ubichinol-cytochrom c, kompleks III)[2]
- reduktaza dihydrofolianowa (oksydoreduktaza tetrahydrofolianowa)[2]
- reduktaza ferredoksyna:NADP+
- reduktaza glutatianowa
- reduktaza HMG-CoA
- reduktaza NADH-Q (dehydrogenaza NADH)[2]
- reduktaza rybonukleotydowa
- nitroreduktaza E. coli